# Allison Baver
Allison Baver (ur. 11 sierpnia 1980 w Reading, Pensylwania) – amerykańska łyżwiarka szybka, startująca w short tracku. Brązowa medalistka olimpijska z Vancouver.
Startowała na Igrzyskach w Salt Lake City. W sztafecie na 3000 metrów zajęła 7. miejsce.
Startowała na Igrzyskach w Turynie. W sztafecie na 3000 metrów, razem z Kimberly Derrick, Marią Garcia, Caroline Hallisey i Hyo-Jung Kim, zajęła 4. miejsce. W biegu na 500 metrów zajęła 7. miejsce. W biegu na 1500 metrów zajęła 12. miejsce.
Startowała na Igrzyskach w Vancouver. W sztafecie na 3000 metrów, razem z Kimberly Derrick, Alyson Dudek, Laną Gehring i Katherine Reutter, zdobyła brązowy medal. W biegu na 1500 metrów zajęła 15. miejsce. W biegu na 1000 metrów została zdyskwalifikowana w kwalifikacjach i zajęła 29. miejsce.